# アムホテリシンB
アムホテリシンB（アンフォテリシンB、アンポテリシンB、amphotericin B）とはポリエン系抗生物質の1つ。真菌の細胞膜のエルゴステロールと結合し、膜に小孔を作ることにより殺菌的に作用する。単体では黄色の結晶。

## 薬効
アスペルギルス属、カンジダ属、クリプトコッカス属を含む、幅広い真菌に対して効果を示す。腎毒性があるが、ナイスタチンよりは弱いため、全身性の真菌症には良い適応である。アゾール系抗真菌薬等が著効するような軽症の真菌感染症については本剤ではなく他剤を第一選択とすることが推奨されている（消化管感染症を除く：後述）。日本ではファンギゾン、そしてドラッグデリバリーシステム（DDS）を利用したアムビゾームなどが上市されている。アムビゾームではリポソームに包むことにより副作用が軽減されている。原発性アメーバ性髄膜脳炎（PAM）を引き起こすフォーラーネグレリアに対しても効果が認められている。最近では、COVID-19 患者に生じる重篤な真菌感染症であるムコール症の治療薬として重用されており、多くの人命を救っている。

## 投与経路
経口投与による吸収はほとんど認められないため、肺真菌症や真菌性髄膜炎といった病態では、注射薬として使用する。ただし消化管の真菌感染症に限っては内服投与される。特に食道カンジダや口腔内カンジダ症には、病巣に直接付着して作用するシロップ剤が内服薬が用いられる（ファンギゾンシロップなど）。